# Халіль Шеммам
Халіль Шеммам (араб. خليل شمام, нар. 24 липня 1987, Туніс) — туніський футболіст, захисник клубу «Есперанс».
Виступав, зокрема, за клуб «Есперанс», а також національну збірну Тунісу.

## Клубна кар'єра
У дорослому футболі дебютував 2006 року виступами за команду клубу «Есперанс», в якій провів вісім сезонів, взявши участь у 243 матчах чемпіонату.  Більшість часу, проведеного у складі «Есперанса», був основним гравцем захисту команди.
Протягом 2014—2015 років захищав кольори команди клубу «Віторія» (Гімарайнш).
До складу клубу «Есперанс» приєднався 2015 року. Відтоді встиг відіграти за команду зі столиці Тунісу 29 матчів в національному чемпіонаті.

## Виступи за збірну
У 2008 році дебютував в офіційних матчах у складі національної збірної Тунісу. Наразі провів у формі головної команди країни 26 матчів.
У складі збірної був учасником Кубка африканських націй 2010 року в Анголі, Кубка африканських націй 2012 року у Габоні та Екваторіальній Гвінеї, Кубка африканських націй 2013 року у ПАР.